# Streptocarpus molweniensis
Streptocarpus molweniensis är en tvåhjärtbladig växtart som beskrevs av Olive Mary Hilliard. Streptocarpus molweniensis ingår i släktet Streptocarpus och familjen Gesneriaceae.

## Underarter
Arten delas in i följande underarter:
- S. m. eshowicus
- S. m. molweniensis

## Bildgalleri

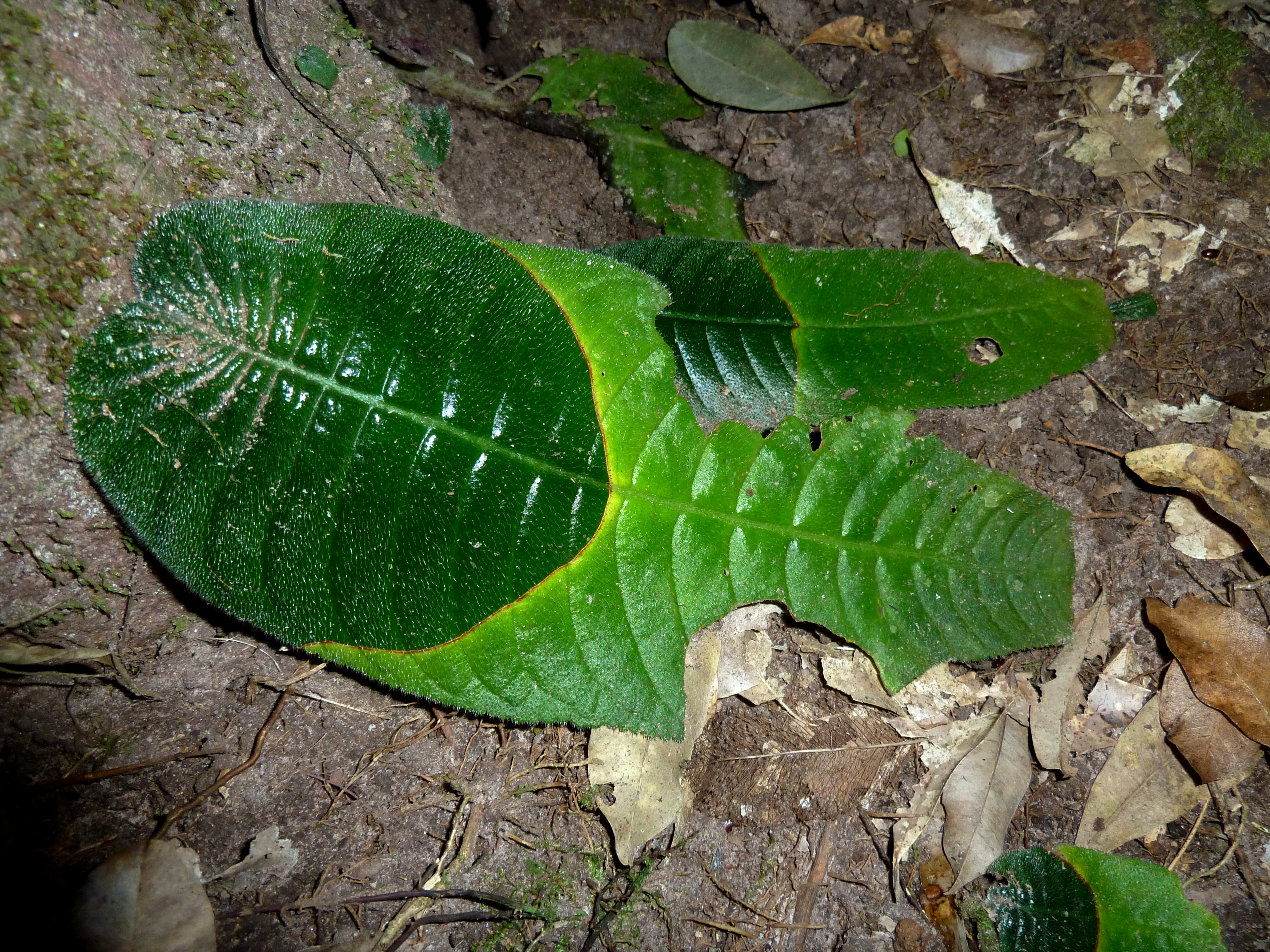
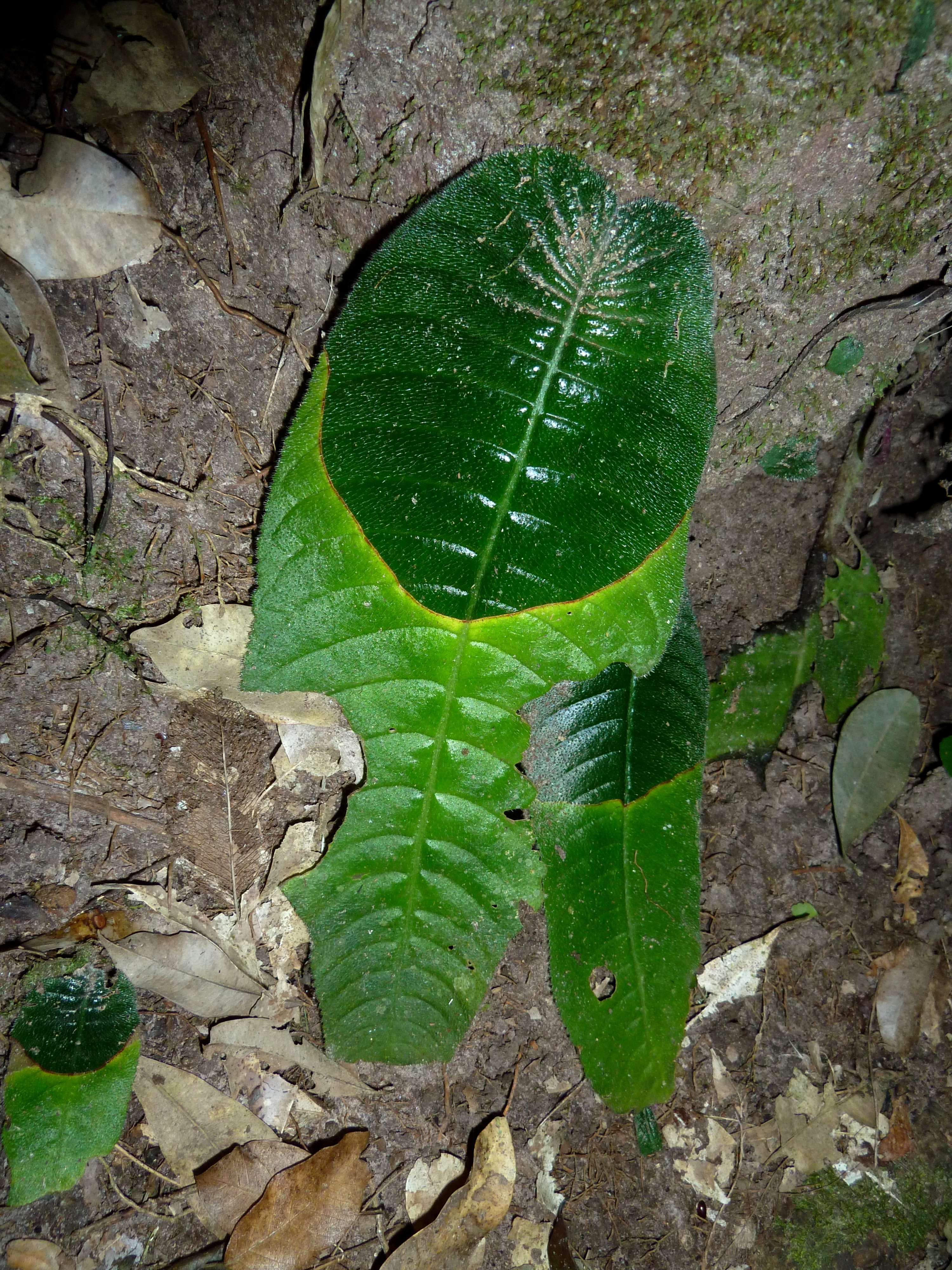